# Padmé Amidala
Padmé Naberrie Skywalker, kraljica Amidala od Naboo-a, kasnije senatorica Amidala od Naboo-a, je izmišljeni lik iz sage Zvjezdani ratovi redatelja Georgea Lucasa. Nesretnim spletom okolnosti postaje neizravnim krivcem za istrebljenje reda Jedi vitezova i uspostavu Carske diktature, jer je otpočetka njom manipulirao njen politički kolega, senator Palpatine, koji kasnije dobiva toliko moći da se sam proglasio Carem, koristeći Padminog tajnog muža, mladog Jedi viteza
Anakina Skywalkera, zavedenog mračnom stranom. Padme umire nakon poroda svoje i Anakinove djece, blizanaca 
Lukea i Leie, koji bivaju razdvojeni i skriveni od svog zlog oca.
Padme Amidalu glumi Natalie Portman.